# István Énekes
Dans le nom hongrois Énekes István, le nom de famille précède le prénom, mais cet article utilise l’ordre habituel en français István Énekes, où le prénom précède le nom.
István Énekes est un boxeur hongrois né le 20 février 1911 et mort le 2 janvier 1940 à Budapest.

## Carrière
Champion d'Europe de boxe amateur poids mouches en 1930, il devient champion olympique de la catégorie aux Jeux de Los Angeles en 1932 après sa victoire en finale contre le Mexicain Francisco Cabañas. Énekes remporte également au cours de sa carrière le titre européen des poids coqs à Budapest en 1934. Il met fin à ses jours à l'âge de 28 ans.

## Parcours auxJeux olympiques
Jeux olympiques d'été de 1932 à Los Angeles (poids mouches) :
- Bat Gaston Fayaud (France) aux points
- Bat Edelweis Rodriguez (Italie) aux points
- Bat Lou Salica (États-Unis) aux points
- Bat Francisco Cabañas (Mexique) aux points